# Пате, Оливье (кларнетист)
Оливье Пате (фр. Olivier Patey; род. 3 июля 1981, Лилль) — французский кларнетист.
С девятилетнего возраста учился в Лилльской региональной консерватории у Флориана Кадоре и Клода Фокомпре, затем окончил Парижскую консерваторию (2001) по классу Мишеля Арриньона и поступил в духовой оркестр Республиканской гвардии. В 2004 году был удостоен второй премии на Международном конкурсе исполнителей ARD (первая премия не присуждалась), в 2005 году выиграл Международный конкурс имени Карла Нильсена.
С 2005 года играл в составе Малеровского камерного оркестра, с 2009 г. концертмейстер-солист; как участник этого коллектива выступал также в составе Оркестра Люцернского фестиваля. В 2012—2013 гг. первый кларнет Роттердамского филармонического оркестра, с 2013 г. первый кларнет Оркестра Консертгебау.
Как солист гастролирует в разных европейских странах — в частности, в 2006 году выступил в Киеве, встретив сочувственный отзыв критики. Как ансамблист записал сонаты для кларнета и фортепиано Иоганнеса Брамса и Восемь пьес для кларнета, альта и фортепиано Макса Бруха.